# تاپ تاپان

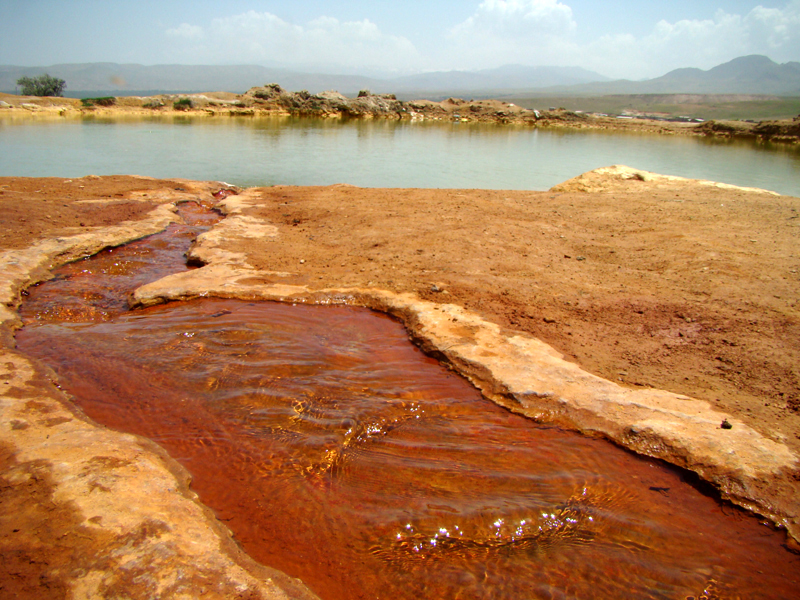
آب معدنی تاپ تاپان

چشمه‌های آب معدنی تاپ‌تاپان در نزدیکی شهر آذرشهر در استان آذربایجان شرقی واقع شده. آب‌های آن چشمه‌ها که دارای مواد معدنی و بویژه فسفر است برای درمان بسیاری از بیماری‌های پوستی سودمند می‌باشد. منشاء آبی این چشمه کوه سهند است.